# Agnès Sorel

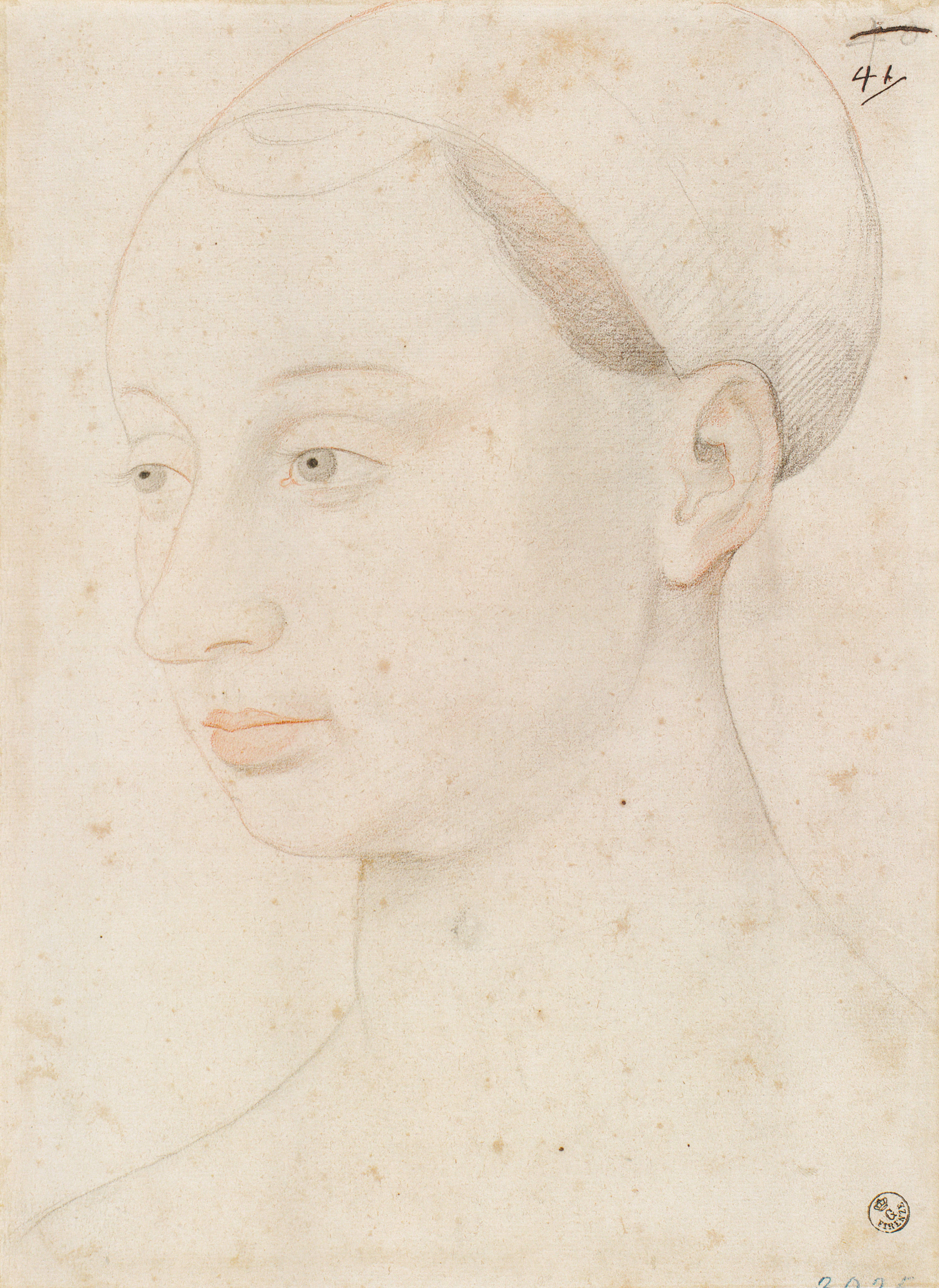
Agnès Sorel arcképe, Jean Fouquet után.

Agnès Sorel (Sorel Ágnes) (1422 – Mesnil-sous-Jumièges, 1450. február 9.); francia kisnemes kisasszony; VII. Károly francia király szeretője, az első hivatalos francia királyi kegyencnő.

## Ifjúkora
Születési helye vita tárgya a történészek között. Egyesek szerint Fromenteau-ban (Touraine megye) született, mások szerint születési helye Coudun, Pikárdiában. Szülei valóban innen származnak. Édesapja Jean Soreau (vagy Jean Sorel), couduni földesúr, Compiègne közeléből, édesanyja, Catherine de Maignelais, a Verneuil-en-Bourbonnais-i kastélyból. A családban nem Agnès volt az egyetlen gyermek, négy fivéréről tudunk: Charles, André, Jean és Louis Sorel. A Sorel család más tagjainak nevét is megőrizte a történelem, ismerjük Geoffroy Sorel püspököt, és Jean de Maignelais-t, Creil-i várkapitányt. (Nem tudjuk, hogyan lett Jean Soreau leányából Sorel Ágnes. Talán férjhez ment Regnaut de Sorel-hez, ahogy Le Vasseur írta.)
Agnès Pikárdiában gondos nevelésben, jó oktatásban részesült. Felkészítették arra, hogy az udvarnál majd irigyelt tisztséget tölthessen be, mint társalkodónő Lotaringiai Izabellának (Isabelle de Lorrain), Nápoly és Szicília királynéjának, és férjének, I. Renének, Nápoly és Szicília királyának kíséretében. Agnèst nem az anyagi előnyök reménye hajtotta, hiszen a királyné csak évi 10 font (livre) járadékot juttat neki, ami kevesebb egy ló áránál. Ezt a tisztséget már egészen fiatal korában neki tartották fenn, születése, rangja és magas ajánlói révén.

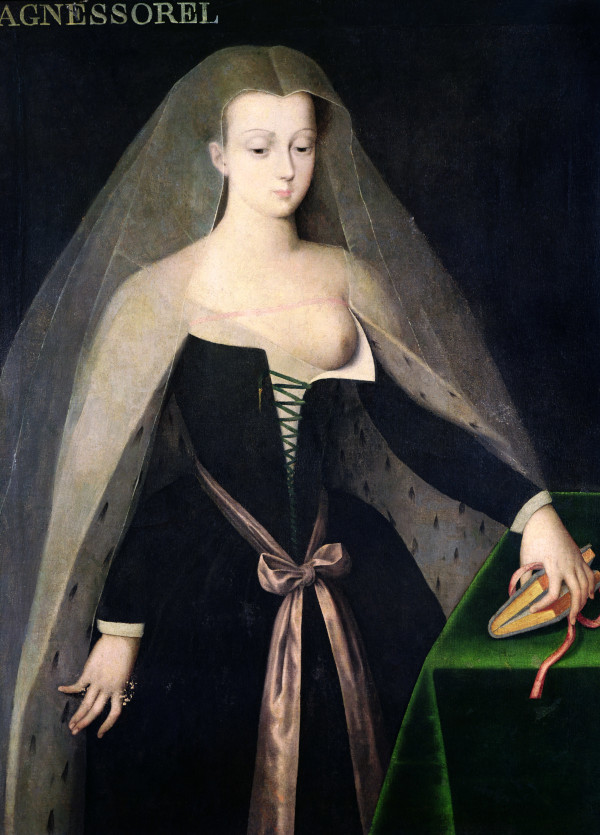
Agnès Sorel (Jean Fouquet festménye)

## Élete a francia királyi udvarnál
Fiatalsága és szépsége révén Ágnes nagyon hamar magára vonta VII. Károly francia király figyelmét. Franciaország királyát a Bourges-vidék kis királyának nevezték, szinte csak dauphin volt, nem is király. Nem volt vagyona, nem volt sem szép férfi, sem túl intelligens ember. Apja az őrült VI. Károly király, anyja Bajor Izabella (Isabeau de Bavière), akinek mértéktelen falánkságát feljegyezték a kortársak. Ennek valószínű oka a kielégítetlen szexuális étvágy lehetett, amelyet férje, éppen őrültsége miatt, nem tudott kielégíteni. VII. Károly király élete végéig szenvedett az apjától örökölt betegségtől.
Pierre de Brézé, Anjou, Poitou és Normandia kegyura (grand-sénéchal), Károly támasza és bizalmasa észrevette ura érdeklődését az udvarhoz érkezett új jövevény iránt, és Agnèst úgy mutatta be Károlynak, mint a királyság legszebb asszonyát.
Agnès rangja igen gyorsan emelkedett. Lotaringiai Izabella királyné egyszerű udvarhölgye (demoiselle d’honneur) már 1444-ben megkapta a királyság első szolgálattevő hölgyének rangját (première dame officieuse). Ez a királyi udvartartás legmagasabb méltóságát jelentette. Hivatalosan ő lett a Mária királyné személye körüli első szolgálattevő főudvarhölgy. Megkapta a hivatalos kegyencnői címet, ami újdonságnak számított, mert a francia királyok szeretőinek mindeddig diszkréten a háttérben kellett maradniuk.
VII. Károly királynak ebben az időben egyébként más kegyencnői is voltak, de ők soha nem érték el Agnès Sorel fontosságát és jelentőségét. Agnèst életmódja és extravagáns megjelenései beárnyékolták még a királyné személyét is. Elhagyta a fátylakat és más, a vállat illendően takaró kiegészítőket, feltalálta a dekoltázst (décolleté), a mélyen kivágott ruhát, a meztelenül hagyott vállakat, amelyeket a kortársak „kicsapongásnak és erkölcsrombolásnak” minősítettek. Haját szédítő magasságú piramisokba rakatta fel. Drága prémekkel (nyest, hermelin) szegélyezett palástja mögött nyolc méternyi uszály húzódott. Még ugyanebben az évben (1444-ben) a király 20 000 écu értékű drágakövet ajándékozott neki, köztük volt az eddig ismert legelső metszett gyémánt.
A nagy értékű tárgyak beszerzése révén Ágnes lett Jacques Cœur, nemzetközi ékszerkereskedő és királyi főékszerész legjobb vevője. Bourges-i palotájában Coeur összegyűjtötte a Keletről érkezett kincseket. Ágnes hatalmas mennyiségeket vásárolt a legdrágább kelmékből, az udvar többi asszonya ebben természetesen követte a királyi kegyencnő példáját.
De Ágnes nem csupán kacér fiatalasszony volt, hanem ügyes cselszövő is. Barátait a király környezetébe emelte. A Korona tanácsosai igyekeztek a kedvében járni, benne látták a királyi jóindulat biztosítékát. Ügyes manőverekkel Agnès elérte, hogy a király, néhány hónap leforgása alatt neki adományozott több hűbéri birtokot, így Beauté-sur-Marne-t (innen Ágnes korabeli mellékneve, „Dame de Beauté”, „a Szépség Asszonya”, az Eure-menti Vernon-t, Issoudun-t és Roquesérière-t, továbbá neki ajándékozta a Loire menti Loches várkastélyát, a hozzá tartozó birtokkal együtt.
VII. Károly király fia, Lajos herceg, a trónörökös (dauphin), a jövendő XI. Lajos francia király ellenségesen tekintett apja és Agnès viszonyára. Ő azt látta, hogy anyját háttérbe szorították, és ezt egyre kevésbé tudta elfogadni. Gyűlölete Agnès iránt odáig jutott, hogy egy alkalommal a királyi palotában kivont karddal támadt a kegyencnőre, aki a király ágyába menekült üldözője elől. VII. Károly, látva fia hajthatatlanságát, elüldözte Lajost az udvartól és Dauphiné tartományba küldte  kormányzónak (1446).

## A királyi kegyencnő
Ezután a boldogság hosszú évei következtek, melyeket utazások színesítettek, a korabeli Francia Királyságon keresztül, melynek területe fordított S alakot formázott. Agnès valamelyik kastélyban várta a vadászatról vagy hadból visszaérkező királyát: a Chinon melletti Razilly-ben, a Loches-hoz közeli Beaulieu-ben, vagy a Mehun-sur-Yèvre-hez közeli Dames-ban. Hitbuzgó katolikusként rendszeres zarándokutakat tett, adományokat nyújtott az Egyháznak. Királyi szeretőjének három leányt szült, hivatalos címükön „Franciahon fattyúit” („bâtardes de France”), akiket királyi apjuk később törvényesített:
- Charlotte de Valois, akit Jacques de Brézé vett feleségül. Ebből a házasságból született Louis de Brézé, aki Diane de Saint-Vallier grófkisasszonyt (azaz Diane de Poitiers-t vette majd feleségül). Charlotte-ot néhány évvel később férje egy tőrdöféssel megölte, mivel hűtlenségen kapta szeretőjével, a hitvesi hálószobában.
- Marie de Valois (1444–1473), akit Olivier de Coëtivy, Taillebourg ura vett feleségül.
- Jeanne de France, aki Beauté-sur-Marne-ban született. Őt XI. Lajos király feleségül adta Antoine de Bueil-hez.

E gyermekek születése miatt Thomas Basin és Jean Jouvenel des Ursins moralisták azt írták, hogy Agnès felelős VII.Károly király érzéki vágyának felszításáért. Súlyosan elítélték a kegyencnőt szabados erkölcseiért, és megvádolták, hogy a „szűzies” királyból egy kicsapongó királyt csinált, akit teljesen alávetett saját akaratának.
Vajon Agnès Sorel volt-az, aki azt sugallta VII. Károlynak, hogy a királyság pénzügyeinek rendbetétele nem sürgősebb, mint az angolok által elfoglalva tartott Guyenne és Normandia visszafoglalása? Annyit tudunk, hogy negyedik gyermekének születése előtt, hat hónapos terhesen, 1450 kemény telén útnak indult, hogy királyi szeretőjéhez csatlakozzon, aki Jumièges-ben, Rouen közelében irányítja hadseregét. Ennek az utazásnak a céljáról semmit sem tudunk. Nem tudta elviselni a király távollétét, vagy értesíteni akarta őt egy újabb összeesküvésről, amelyet fia, Lajos herceg, a dauphin szervezett apja, a király ellen?

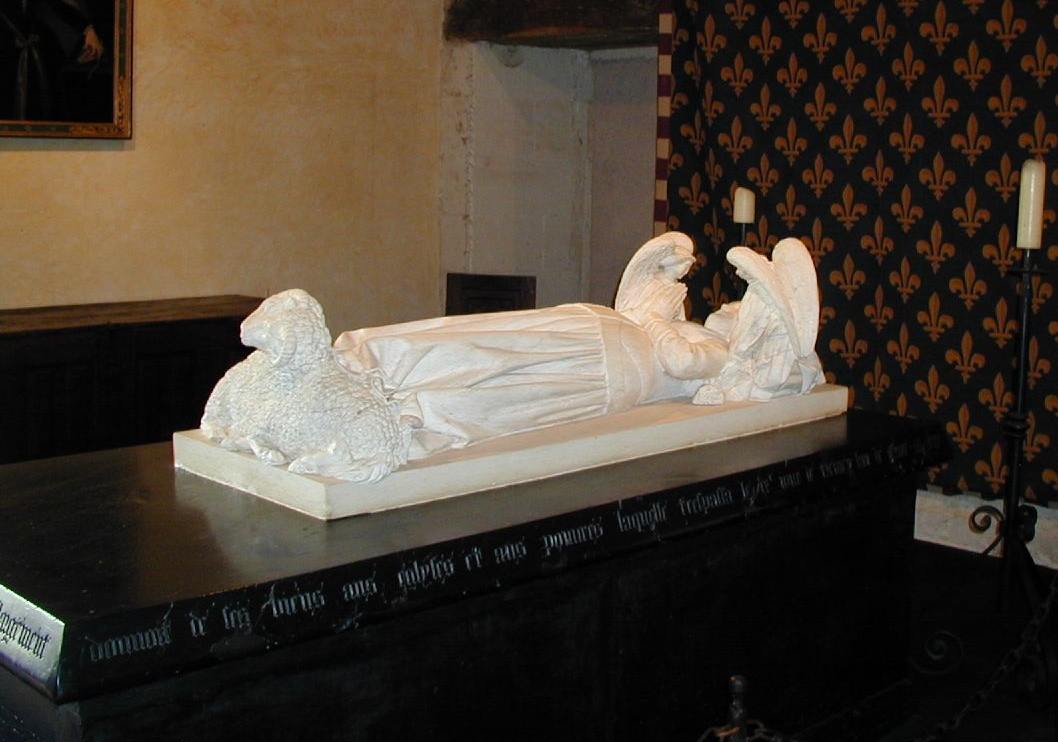
Síremléke 2005 előtt a loches-i várkastélyban

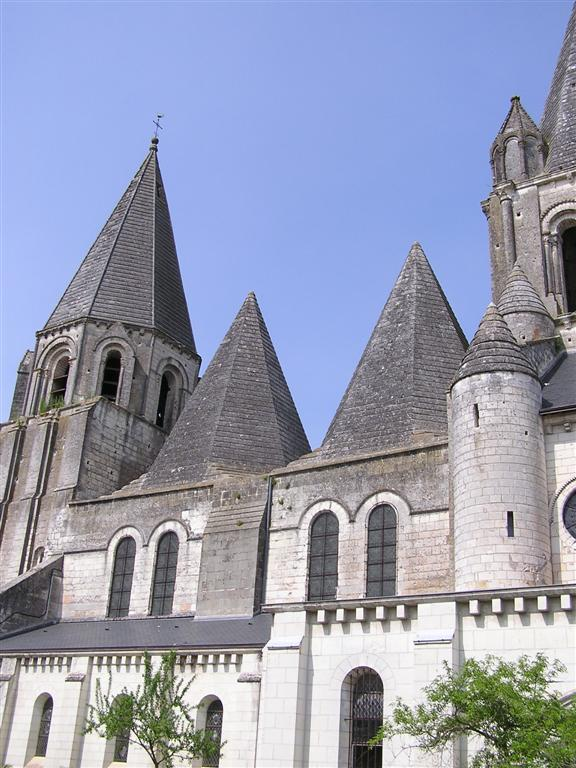
A loches-i Saint-Ours plébániatemplom

## Halála
Agnès megérkezett Mesnil-sous-Jumièges-be. Károly gondoskodott szállásáról. Ágnest ekkor hirtelen hasmenés támadta meg, és néhány óra alatt meghalt, az Úrnak és Szűz Máriának ajánlva lelkét. Annyi ideje maradt, hogy javait szétossza: Adományt tett a loches-i plébániatemplomnak, hogy lelki üdvéért miséket mondjanak, a jumièges-i apátságnak, ahová szívét helyezték örök nyugalomra, valamint gondoskodott családja tagjairól is. A királyra hagyományozta ékszereit. Az első hivatalos francia királyi kegyencnő 28 évesen halt meg, Mesnil-sous-Jumièges-ben, 1450. február 11-én. Újszülött gyermeke néhány héttel később ugyancsak meghalt.
Agnès halála olyan gyorsan zajlott le, hogy a kortársak (köztük a király is) eleinte mérgezésre gyanakodtak. Jacques Coeur-t, aki Agnès számára nyilvánvalóan többet jelentett egyszerű barátnál, és akit végrendeletének végrehajtójául jelölt ki, megvádolták, hogy meggyilkoltatta Agnès-t, de ő tisztázta magát e súlyos vád alól. Ilyen módon a gyanú egészen a 21. századig a trónörökösre, a jövendő XI. Lajosra vetődött, aki engesztelhetetlenül pártütő ellenségnek tekintette Agnès-t.
A gyászoló király két nagyszerű márvány síremléket állíttatott Ágnesnek. Az egyik a jumièges-i apátságban (Seine-Maritime megye) apátságban, a másik a Loire-menti Loches várkastély templomában található, ahová Agnès testét helyezték. A forradalom során, 1793-ban a sírt meggyalázták, az urnát kidobták a mai presbitérium temetőkertjébe. A síremléket szétrombolták, összetörték a forradalom katonái. Távozásuk után a Konvent egyik tagja  összegyűjtötte a törmelékeket, és biztonságba helyezte őket. 1805-ben, I. Napóleon császársága idején, a síremlék darabjait Párizsba küldték restaurálásra. Itt egy szűk pincében tárolták, ahonnan csak 1970-ben szállították vissza a loches-i várkastélyba, ahol ma is látható. 2005-ben Agnès földi maradványait végakarata szerint a loches-i Saint-Ours plébániatemplomba helyezték.

## Halála okának modern kori kutatása
2004-ben és 2005-ben Agnès holttestét egy tudományos kutatócsoport törvényszéki orvostani vizsgálatoknak vetette alá. A boncolást során megállapították, hogy nyelőcsöve orsóférgekkel (ascaris) volt fertőzve, amelyektől semmi módon nem tudott megszabadulni, végső eszközként higanyt szedett be. A nehézfémtől mérgezést kapott, amely gyors halálát okozta. A tudományos csoportot dr. Philippe Charlier, a Lille-i Egyetemi Kutatóintézet anatómiai és citológiai osztályának vezetője koordinálta. A vizsgálatok a halál okaként akut higanymérgezést állapítottak meg, de azt nem tudták kideríteni, hogy a mérgezést bűntény okozta-e vagy sem.
Dr. Charlier nyilatkozata szerint abban a korban csak a higanysókat ismerték, mint féreghajtó hatású szereket. Ezeket szülések megkönnyítésére is alkalmazták. A kutatók megállapították, hogy az elhunyt asszony nemrég szült, és hogy emésztőcsatornájában parazita-fertőzés volt. Halálát túladagolt higanysók – véletlen vagy szándékos – beszedése okozta.

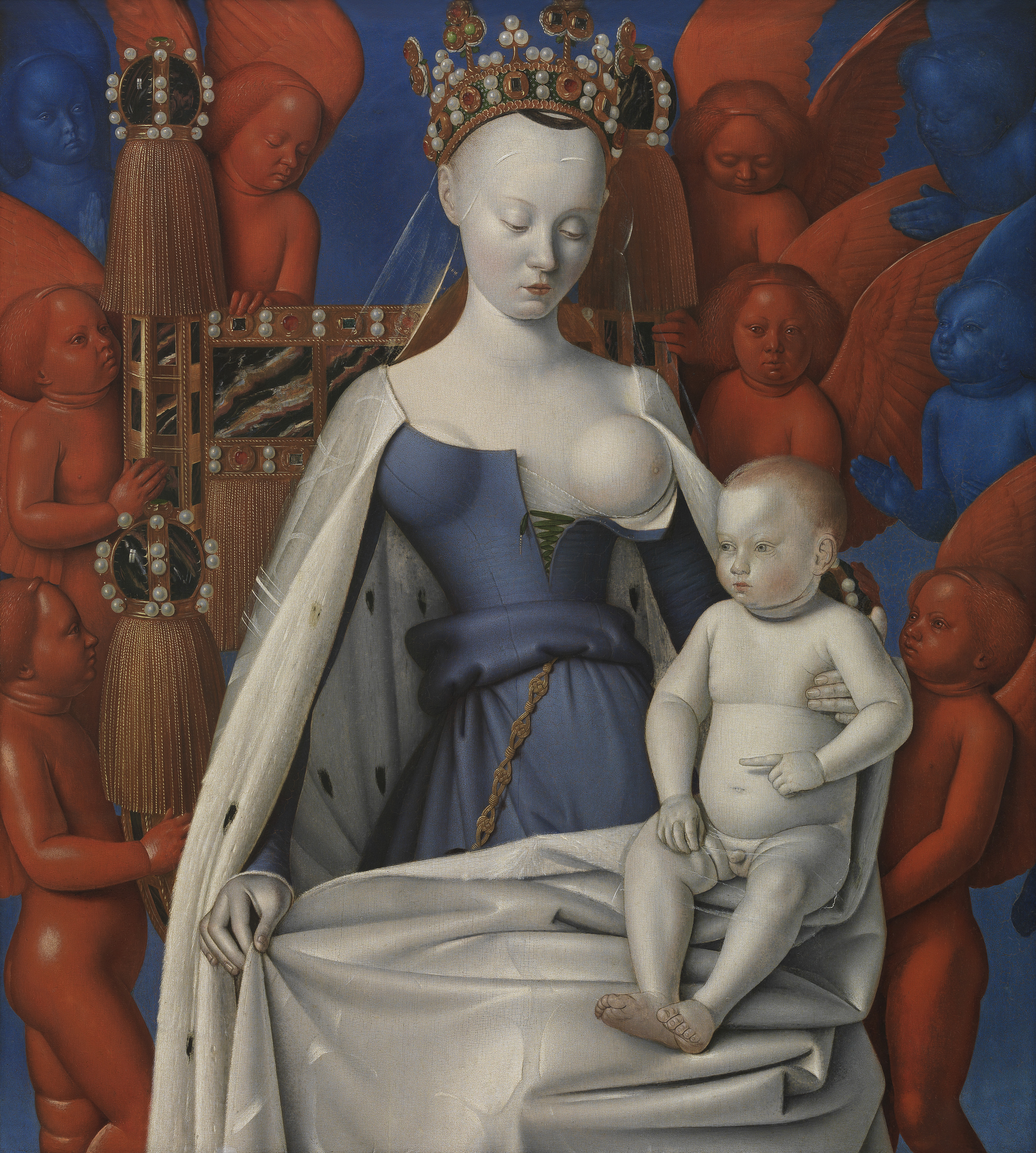
Jean Fouquet festménye a meluni diptichonon

## Agnès Sorel külseje
Agnès Sorel szőke volt, világos bőrű. A kortársak némelyike szerint ő volt a szépek legszebbike. A kor divatja szerint igen mély kivágású ruhát viselt, mely látni engedte kebleit. Ránk maradt képmások Agnès Sorel-ről:
- Jean Fouquet festménye: Szűz Mária a gyermekkel, angyalokkal körülvéve,  (a Melun-i diptichon jobb oldali része, melyet korábban Melun plébániatemplomában őriztek. A megkoronázott Madonna e képének valószínűleg Agnès Sorel lehetett a modellje. A festő kis szájjal, magas homlokkal ábrázolta, egyik melle fedetlen. A kép ma az antwerpeni Királyi Szépművészeti Múzeumban (Koninklijk Museum voor Schone Kunsten) található.
- Sírszobra: Agnès Sorel Loches-i síremlékén az elhunyt személyt ábrázoló fekvő sírszobor található, amelyet Jacques Morel szobrász művének tartanak. E szobrot 1807-ben restaurálták. Ebből az alkalomból visszahelyezték a szobor fejét és kezeit (Lásd Agnès Sorel síremléke).